# 시켈리아 원정
시켈리아 원정은 펠로폰네소스 전쟁 중인 기원전 415년부터 기원전 413년에 걸쳐 아테네가 실시한 시켈리아 방면에 대한 군사 작전이다. 이 원정의 목적도, 명령 체계도 불확실했고, 원정군의 규모도 당초 계획인 60척의 배로 소규모 부대를 보내는 것에서 대규모 함대와 대규모의 중장보병 부대를 파견하는 것으로 확대되었다. 당초 원정을 주도한 지휘관 중 한 명이었던 알키비아데스는 함대가 시켈리아에 도착하기 전에 해임되어 재판에 회부되어 송환되었다. 그래도 초기에는 성공을 거둘 수 있었다. 아테네의 이런 위협에 대해 시켈리아에서 지배적인 도시였던 시라쿠사의 반응은 매우 둔했으며, 결과적으로 스파르타 군이 도착하기 전에 아테네는 시라쿠사를 봉쇄하기 위한 공성 보루를 거의 완성했다. 스파르타의 장군 길리포스는 도착하자마자 시라쿠사 시민의 행동을 촉구했다. 이 시점에서 아테네는 주도권을 잃었고, 전쟁의 흐름은 바뀌었다. 아테네는 증원 부대를 충당받아 일단의 우세를 회복했다. 그러나 전략적으로 중요한 지점에서의 큰 패배를 당했고, 여러 해전에서의 연이은 패배를 겪으며 포위군의 전투력과 사기는 급격히 떨어졌다. 결국 아테네 군이 공략을 예정하고 있었던 시라쿠사에서 육지를 통해 탈출할 수밖에 없게 되었다. 이 시도마저 실패로 돌아가자 원정군의 대부분이 시켈리아 내륙에서 항복하거나 전사했다.
이 패배의 충격은 컸다. 200척의 군선과 아테네 시민들의 상당한 비율을 차지하는 수만 명의 시민들이 이 원정에서 목숨을 잃었다. 그리스 본토에서 아테네와 적대하는 세력과 페르시아 제국은 군사 행동을 일으켰고, 에게해에서도 반란이 발생했다. 이 패배는 펠로폰네소스 전쟁의 전환점이 되었으며, 앞으로 10년 동안 아테네는 고통 속에 허덕이게 된다. 투키디데스는 당시 그리스인들은 아테네가 시켈리아에서 패배한 것보다 원정 실패 후 장기간 계속 싸우며 엄청난 손해를 본 것에 놀랐다고 관찰하고 있다.

## 배경

### 아테네와 시켈리아

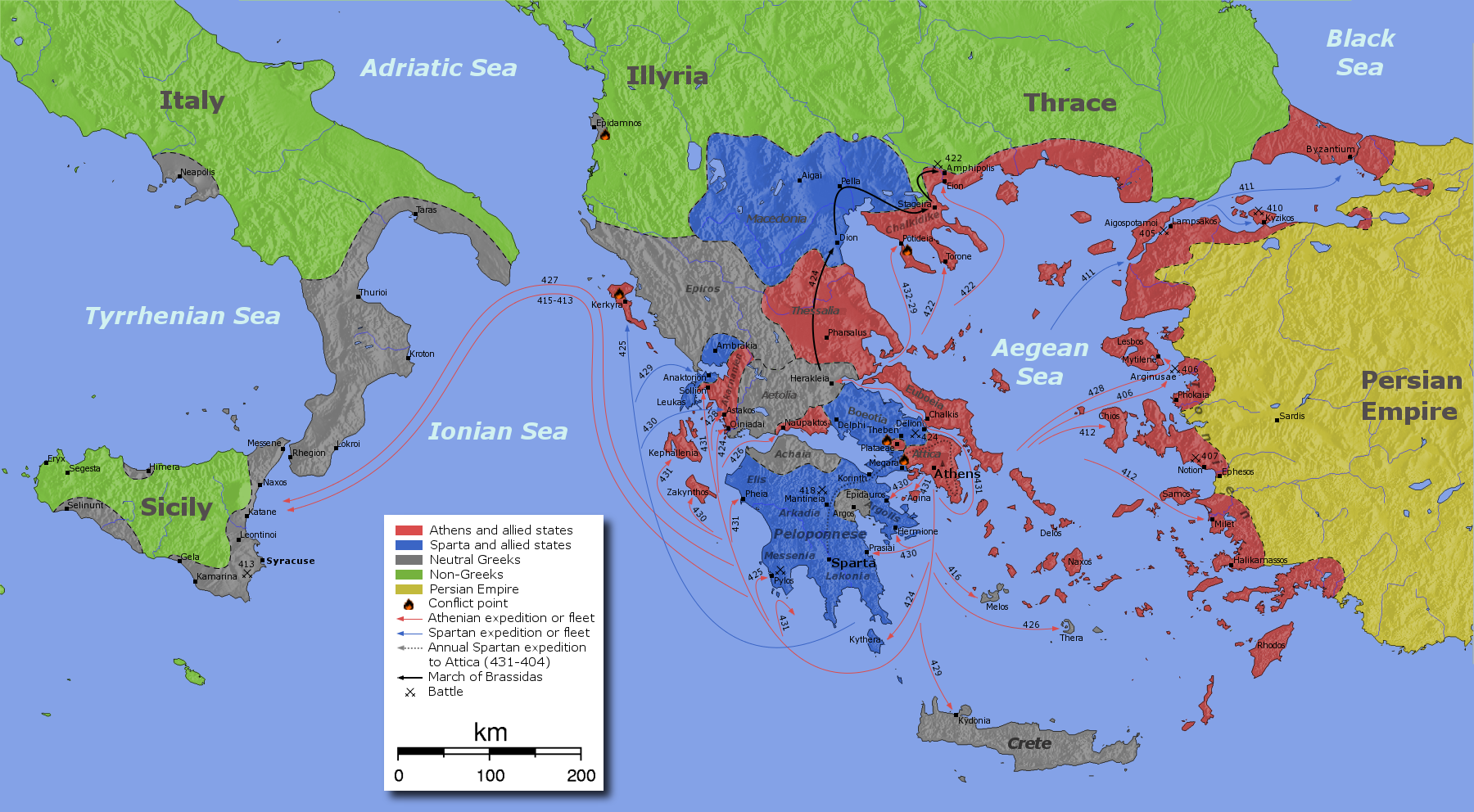
펠로폰네소스 전쟁과 주변 국가

당시까지 아테네는 시켈리아에 깊이 관여하지 않았고, 펠로폰네소스 전쟁 이전 기원전 5세기 중반부터 관계를 가지기 시작했다. 시라쿠사이는 스파르타와 그 펠로폰네소스 동맹 도시와 마찬가지로 도리아인 도시였으며, 반면 시켈리아의 아테네 동맹 도시는 이오니아인들이 세운 도시였다. 작은 시켈리아 도시 국가들은 아테네를 시켈리아 전역을 제패할 수도 있는 막강한 시라쿠사이에 대항 세력으로 기대를 하고 있었다. 아테네에게는 시라쿠사이는 곡물과 기타 지원을 펠로폰네소스 동맹에 제공하는 위협인 동시에 정복할 수 있는 도시이기도 했다.
기원전 427년, 레온티노이에서 지원 요청에 받은 아테네는 20척의 군선을 라케스의 지휘 하에 시켈리아에 파견했다. 이 작전은 레기온(현재 레조 디 칼라브리아)을 기지로 진행되었으며, 그곳에서 몇 년간 체류하며 아테네 동맹 도시를 지원하고 시라쿠사이와 그 동맹 도시와 싸웠지만, 별다른 성공을 거두지 못했다. 기원전 425년, 아테네 지원군으로 삼단노선 40척을 증파할 계획을 세웠지만, 항해 도중에 필로스에서 전투가 발발하여, 함대는 시켈리아에 예정대로 도착하지 못했다. 여름도 늦어져 함대는 드디어 도착했지만 아테네 동맹 도시는 이미 전쟁에 지쳐 있었고 시라쿠사와 협상하는 데 동의했다. 기원전 424년에 개최된 젤라 회의에서 시켈리아 도시 국가는 “시켈리아 사람을 위한 시켈리아”를 기초로 한 평화 조약을 맺고 아테네 함대도 이를 인정하고 본국으로 퇴각했다.

### 전쟁 상태
기원전 421년에 아테네와 스파르타는 펠로폰네소스 전쟁을 종결시키기 위해 〈니키아스 강화조약〉을 맺었고, 기원전 415년에도 명분상의 평화가 유지되고 있었다. 그러나 그 강화 조건은 한 번도 실행된 적이 없었다. 스파르타는 조약에 규정된 암피폴리스를 아테네에게 인도하지 않았고, 아테네도 필로스를 유지한 상태였다.
기원전 418년에는 〈만티네이아 전투〉에서 아테네와 스파르타가 충돌했다. 아테네는 펠로폰네소스반도에 반 스파르타 동맹을 설립하려고 아르고스, 만티네이아와 다른 펠로폰네소스 도시를 지원했다. 이 시도는 아테네의 귀족 알키비아데스가 주도한 것이며, 만약 성공한다면 펠로폰네소스 동맹에 대한 스파르타의 지배를 타개할 수 있는 것이었다. 이 기획은 실패했지만, 알키비아데스는 기원전 417년 봄에 장군으로 선출되었다. 아테네의 외교 정책은 니키아스를 중심으로 하는 ‘평화주의자’(친 스파르타 파)와 알키비아데스를 중심으로 하는 ‘전쟁파’로 갈라졌다.

### 세게스타의 구원 요청
젤라 회의에서 실현한 평화는 오래 가지 못했다. 회의가 끝난 지 얼마 후 시라쿠사이는 레온티노이의 민주파와 과두파의 대립에 개입하여 과두파를 지지했다. 결국 외세의 통치 가능성이 레온티노이 시민을 단결시켰고, 두 파도 합심하여 시라쿠사이에 대한 전쟁이 시작되었다. 아테네는 기원전 422년에 시켈리아에 사절을 보내 시라쿠사이와의 전쟁 가능성을 모색했지만, 얻을 것은 없었다. 기원전 418년, 그러나 다시 시켈리아에서 분쟁이 생겼고, 아테네가 기원전 422년에 원정을 떠날 기회가 현실이 되었다. 기원전 420년대에 아테네와 동맹을 맺고 있던 세게스타가 셀리노스(현재의 셀리눈테)의 공격을 받아 서전에 패배하고 아테네에 구원을 요청해왔다. 아테네의 지원을 얻기 위해, 세게스타 시민은 아테네 함대의 비용을 부담할 충분한 자산을 가지고 있다고 호소하고, 우선 60 달란트 분의 은괴를 제공했다. 그리고 아테네 사절에게 그들이 가진 모든 돈과 값 비싼 물건을 곳곳에서 반복해서 보여줌으로써 실제보다 부유하게 보이도록 속였다.

## 원정 과정

### 논란
세게스타의 사절은 아테네의 민회에 개입을 호소했다. 민회의 의견은 그때까지의 주장에 따라 두 가지로 갈렸다. 결국 민회는 원정군을 파견하기로 했지만, 병력은 삼단노선 60척에, 중장보병은 파견하지 않기로 했다. 원정군은 니키아스, 알키비아데스와 라마코스 3명이 이끌게 되었다. 투키디데스는 니키아스의 임명은 그의 의사에 반하는 것이었다고 말하고 있지만, 민회에서의 논쟁에 대한 자세한 내용은 알려져 있지 않다.
첫 번째 민회에서 5일 후, 두 번째 민회가 개최되었고, 원정 병참에 관한 논의가 이루어졌다. 여기서 니키아스는 원정군의 파견 자체를 다시 고려하도록 민회에 호소했다. 여러 연설을 통해 니키아스는 원정에 반대하는 여러 종류의 논거를 말했다. 그는 아테네 시민에게 시켈리아에 원정군을 보내게 되면, 뒤에 강력한 적을 남겨두게 되는 것이라고 주장했다. 니키아스는 알키비아데스의 신뢰성에 의문을 제기했다. 알키비아데스의 동조자는 경험이 부족하고, 자기애가 강하며, 자신을 위해 아테네를 전쟁에 말려들게 하는 젊은이에 불과하다고 호소했다.
그런 주장에 맞서 알키비아데스는 일반 시민과 지도자로서의 그의 선행을 강조하며 니키아스의 공격을 피했다. 또한 아테네 시민들에게 시켈리아 동맹 도시에 대한 의무를 떠올리며 아테네에 승리를 가져왔던 적극적 정신을 호소하였다. 또한, 시켈리아에 도착하면 현지인의 도움을 얻을 수 있을 것이라고 지적하고 그 원정 계획에 대한 니키아스의 경고에 반박했다.
민회의 의견은 알키비아데스에게 기울어져 있었다. 그래서 니키아스는 원정 자체를 반대해도 이를 취소할 수 없다고 판단하고 다른 전술을 취하려고 했다. 그는 아테네가 맞서게 될 시켈리아 도시의 부와 세력을 언급하며, 원정을 성공시키기 위해 지난번 인정받은 이상의 대군을 파견할 필요가 있다고 호소했다. 그러나 내심 이러한 대규모 원정 부대는 시민 찬성을 얻어내지 못할 것이라고 여기고 있었다. 그러나 니키아스의 예상과는 반대로, 민회는 열정적으로 그의 제안을 지지하였고, 100여척의 함대와 중장보병 5,000명을 파병하는 것으로 가결되었다. 니키아스 방식은 대실패로 끝났다. 민회의 의사를 읽지 못한 실수로 인해 전략적 상황은 바뀌었다. 60척의 손실은 고통이지만 견딜 수는 있었다. 그러나 대군을 잃는다면 파국으로 이어지게 될 것이었다. 도널드 케이건은 니키아스의 개입이 없었다면, 기원전 415년 시켈리아 원정이 시행되었다고 해도 큰 손해는 피할 수 있었을 것이라고 말하고 있다.

### 헤르마 파괴
오랜 준비 후 함대는 출항 준비를 갖췄다. 출항 전날 누군가가 시중에 행운의 표시로 놓여져 있던 헤르메스의 흉상이 놓여있는 헤르마(직사각형 기둥)를 다수 파괴했다. 이 사건은 원정 대한 나쁜 전조이거나 또한 정부 전복을 기도하는 행위로 심각하게 다뤄졌다. 플루타르코스에 따르면, 알키비데아스의 정적인 안드로클레스가 가짜 증인을 내세워 그 사건이 알키비아데스와 그 지지자들의 소행이라고 호소했다고 전한다. 알키비아데스는 결백을 증명하기 위해 자발적으로 자신을 사형 구형 재판을 요구했지만 (그의 부재 시에 정적이 허위 정보를 가지고 소송할 것을 피하기 위함이기도 했다) 이 탄원은 거부되었다.
알키비아데스는 어떤 면에서는 매우 인기가 있었고, 군 전체의 지지를 얻고 있었다. 또한 원정 준비를 하는 기간 동안 아르고스와 만티네이아의 지원도 얻고 있었다. 결국 그는 고소되지 않았고 함대는 다음날 출범했다. 그러나 그의 대항 세력은 알키비아데스의 출발을 기다리다가 고소를 했다. 육군이 주된 그의 지지자였으며, 육군의 원정 중에 재판을 하게 되면 수적으로 유리하다고 생각했기 때문이었다.

### 시라쿠사이의 반응
시켈리아에서 가장 부유하고 강력한 도시인 시라쿠사이 시민 대부분은 아테네 원정이 실제로 세게스타를 지원하는 소규모 전투를 위한 것이라고 막연히 생각하고 있었다. 시라쿠사의 장군 헤르모크라테스는 시켈리아의 다른 도시와 카르타고의 지원을 얻자고 제안했다. 그는 또한 아테네 군이 상륙하기 전에 이오니아해에서 막아야 한다고 해전을 요구했다. 그러나 아테네는 스파르타와 전쟁 중이며, 시켈리아에 전쟁을 도발할 만큼 바보가 아니기 때문에 아테네가 시라쿠사를 위협할 수 없다고 주장하는 사람도 있었고, 심지어 원정 함대의 존재 자체를 믿지 않는 사람도 있었다. 아테나고라스는 몇 사람이 정부 전복을 위해 시민들 사이에 공포를 심고 있다고 헤르모크라테스 등을 비난했다.

### 세 장군, 세 가지 전략
이 원정을 승인한 최초의 민회에서 니키아스, 알키비아데스, 라마코스 3명을 사령관으로 선정했다. 이 결정은 두 번째 민회에서도 변경되지 않았다. 알키비아데스는 이 원정의 제안자이며, ‘전쟁파’ 지도자였다. 니키아스는 알키비아데스에게 비판적인 ‘평화파’ 지도자였다. 한편 라마코스는 50세의 경험이 많은 군인이었며, 희극작가 아리스토파네스의 작품 《아카르나이의 사람들》 중에서는 ‘흰소리를 쏘아대는 영원히 가난한 전사’라고 풍자하고 있다. 그들이 선출된 이유는 기록되어 있지 않지만, 민회는 공격적인 젊은 지도자들과 보수적인 노인의 균형을 맞추기 위해 군대 경험이 많은 라마코스가 더해진 것으로 추정된다. 실제로 3명의 장군은 각기 다른 전략을 제안했다. 니키아스는 원정 지역을 한정하고 셀리노스로 함대를 진행시켜, 셀리노스와 세게스타 문제를 해결 하자고 제안했다. 그 후, 세게스타가 원정 비용을 전부 부담하지 않으면 시켈리아 각지에서 ‘깃발을 보이고’ 아테네로 귀환하자고 했다.
알키비아데스는 외교적 수단을 이용하여 시켈리아 동맹 도시를 얻고, 이어서 셀리노스와 시라쿠사이를 공격할 것을 제안했다. 라마코스는 기습 효과를 기대하고 시라쿠사이를 직접 공격하여 도시 외곽에서 야전을 할 것을 제안했다. 즉시 공격하면 시라쿠사이는 방어 준비가 불충분하여, 조기에 항복할 가능성이 있다고 주장했다. 그러나 결국 라마코스는 알키비아데스의 방안을 지지했다.

## 전투

### 아테네 군의 상륙

아테네의 원정로

아테네 함대는 우선 동맹국 군대와 합류하기 위해 케르키라섬에 가서 함대를 각 지휘관에게 할당하여 3개로 분할했다. 또한 시켈리아의 동맹 도시의 정세를 알아보기 위해 3척을 선발대로 파견했다. 이 시점에서 함대는 삼단노선 134척(그 중 100척은 아테네의 것), 육상 병력은 중장보병 5,100명(아테네 병사 2,200명), 궁병 480명, 투척병 700명, 기타 경장보병 120명, 기병 30기, 추가로 130척의 보급선이 있었다.
이탈리아 남부의 해안 지역은 그리스 도시와 동맹할 가능성은 거의 없었고, 또한 선발대로 보낸 3척이 제공한 정보로는 세게스타는 그들이 약속한 자금이 없다는 것이었다. 니키아스는 이것을 예상하고 있었지만, 다른 두 사람에게는 놀랄 소식이었다. 니키아스는 그들의 전력을 셀리노스에 과시한 후 귀환하면 된다고 주장했고, 알키비아데스는 시라쿠사이에 친 아테네 파를 원조한 다음 시라쿠사이와 셀리노스를 공격해야 한다고 주장했다. 라마코스는 시켈리아의 지배적인 도시 국가인 시라쿠사이를 즉시 공격해야 한다고 말했다.
함대는 카타나(현재 카타니아)로 진격해 갔지만, 도착했을 때 알키비아데스에게 체포령이 내려졌다는 것을 알게 되었다. 헤르마 파괴 혐의뿐만 아니라 ‘엘레프시나의 비밀의식’을 했다는 혐의도 있었다. 알키비아데스는 자신의 배를 타고 아테네로 돌아가기로 동의했지만, 이탈리아 남부의 투리이에 정박 중 펠로폰네소스반도를 향해 탈출하여 스파르타에 망명을 요청했다. 아테네는 궐석재판에서 사형을 선고했고, 그의 유죄는 입증된 듯했다. 스파르타에 망명한 알키비아데스는 펠로폰네소스 동맹 도시에 아테네의 목줄을 틀어쥘 수 있는 모든 정보를 제공했다.
아테네 함대는 2개로 분할하였으며, 육군은 상륙을 하여 세게스타의 기병대와 합류했다. 아테네 군은 즉시 시라쿠사를 공격하지 않고, 일단 카타나에서 겨울나기에 들어갔다. 시라쿠사이 군은 공격 준비를 갖추고 카타나를 향해 진군했지만, 아테네 군이 다시 승선하여 시라쿠사이를 향한 것을 알게 되었다. 시라쿠사 군은 즉시 되돌아 가 전투에 대비했다.

### 최초의 전투
아테네 군은 시라쿠사이 교외에 도착하여 아르고스 병력과 만티네이아 병력을 우익에 배치하고, 다른 동맹 도시의 병력을 좌익에 배치했다. 아테네 군을 중앙에 배치하여, 세로 8열진을 형성했다. 아테네 군이 경험이 풍부하다고 생각하면서 시라쿠사 군은 세로 16줄 진으로 이에 대항했다. 시라쿠사 군은 1,200 기병을 가지고 있으며, 이것은 아테네 군을 크게 상회하는 규모였다. 아테네 군은 자신의 병력이 더 경험이 많고, 강력하다고 믿고 선수를 취하며 공격을 시작했다. 시라쿠사 군의 반격은 의외로 강력했지만, 아르고스 병력은 시라쿠사 군 좌익을 밀어냈고, 이를 계기로 나머지 병력도 도주하기 시작했다. 그러나 시라쿠사 군 기병은 아테네 군의 추격을 저지하고 전군의 붕괴를 막았다. 시라쿠사 군의 손실은 약 260명, 아테네 군의 손실은 약 50명이었다. 그 후, 아테네 군은 겨울나기를 위해 배를 타고 카타나로 돌아왔다.

### 기원전 415년 겨울 - 기원전 414년 봄
헤르모크라테스는 시라쿠사 군의 재편을 제안했다. 그는 15명이나 되는 장군을 3명으로 줄이고 싶었다. 헤르모크라테스, 헤라크레이데스, 시카누스 3명이 선출되었고, 헤르모크라테스는 코린토스와 스파르타에 구원을 요청했다. 겨울 동안 아테네는 군자금과 기병을 시켈리아에 보내 다른 시라쿠사 일부 요새를 만들고 성벽을 연장했다.
한편, 헤르모크라테스는 카마리나(현재 라구사 현 빅토리아의 스코그릿티 지구)를 방문하여 동맹을 요구했지만, 아테네도 아르콘(최고 책임자)이였던 에우페모스를 보내 카마리나와의 동맹을 요구했다. 헤르모크라테스는 카마리나와 시켈리아 다른 도시가 시라쿠사와 일체가 되어 아테네에 대항할 것을 바랬지만, 반면 에우페모스는 시라쿠사가 단순히 카마리나를 지배하려는 것이고, 자유를 유지하고 싶다면 아테네와 동맹을 맺어야 한다고 주장했다. 카마리나는 어느 쪽과도 동맹을 맺지 않기로 결정했지만, 그러나 비밀리에 시라쿠사에 군사를 보냈다. 따라서 아테네는 카르타고와 에트루리아에 도움을 청하고, 또한 아테네, 시라쿠사 모두 이탈리아 반도의 그리스 도시의 지원을 얻고자 했다.
시라쿠사의 사절은 코린토스에서 스파르타를 위해 일하던 알키비아데스를 만났다. 알키비아데스는 스파르타에 대해 만약 시켈리아가 정복되면 이어 아테네는 펠로폰네소스반도를 침략할 것이며, 따라서 시라쿠사에 원군을 보내고 아테네 근처의 데켈레아를 점령하고 요새화하도록 조언했다. 알키비아데스는 아테네는 데켈레아의 점령을 무엇보다도 두려워한다고 말했다. 스파르타는 이 제안을 받아 들여 길리포스를 원정군 사령관으로 임명했다.
기원전 414년 봄, 아테네에서 기병 300기, 궁기병 30명의 원군과 300 달란트의 군자금을 보내 왔지만, 이 자금은 400기 이상의 시켈리아의 동맹 도시의 기병에게 비용을 지불하는데 사용되었다. 여름이 되어 아테네 군은 디오밀로스와 600명 시라쿠사이 병사가 지키는 에피폴라이 대지 근처에 상륙했다. 이 공격에서 디오밀로스와 시라쿠사이 병사 300명이 전사했다.

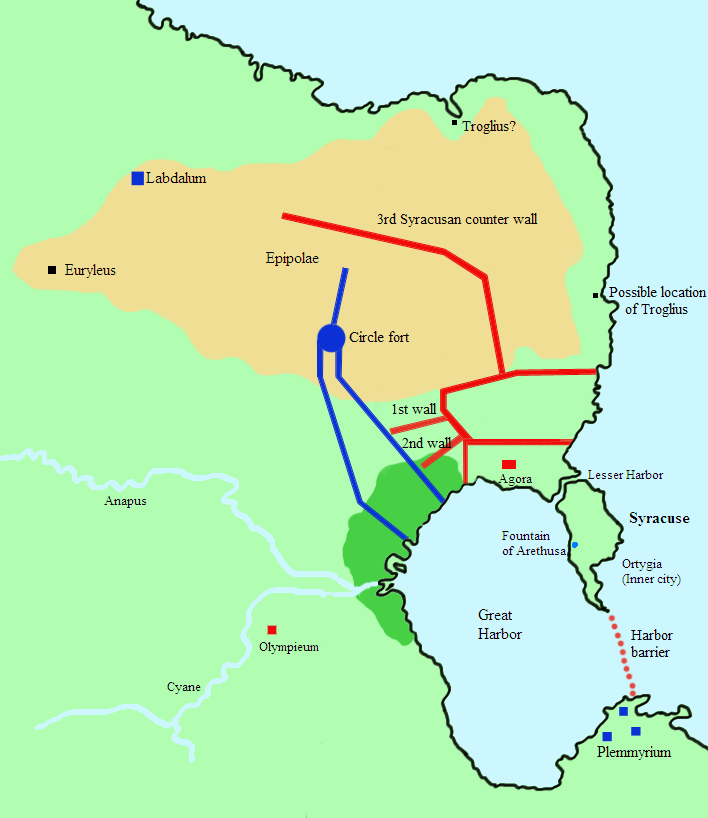
공성 보루와 대응 성벽을 보여주는 지도

아테네 군은 에피폴라이 대지에 라부다론 성채인 ‘원형 성채’를 짓고, 원형 성채에서 벽과 도랑을 늘리고 공성 보루를 쌓아 시라쿠사이를 봉쇄하려고 했다. 한편, 시라쿠사이도 성벽에서 반격용 대응 성벽을 건축하기 시작했다. 아테네 병사 300명이 첫 번째 대응 성벽의 일부를 파괴했지만, 시라쿠사이는 다른 대응 성벽을 건설하기 시작했다. 이 대응 성벽은 도랑도 같이 만들어져 있어 아테네의 공성보루가 바다까지 이르는 것을 저해했다. 다른 아테네 병사 300명이 대응 성벽을 공격하여 점령했지만, 시라쿠사이 군이 반격을 하면서 라마코스가 전사했다. 따라서 처음 선출된 3명의 지휘관 중 니키아스만 남게 되었다. 시라쿠사이 군은 아테네의 공성보루를 약 300m에 걸쳐 파괴했지만 니키아스가 지키던 원형 성채는 파괴하지 못했다. 니키아스가 시라쿠사이 군의 공격을 격퇴한 후 아테네 군은 마침내 공성보루를 바다까지 쌓았고, 시라쿠사이 남쪽은 육상에서 봉쇄되었다. 또한 함대를 만 안쪽에 투입하여 해상 봉쇄도 실시했다. 시라쿠사이는 헤르모크라테스와 시카누스를 해임하고 헤라클리데스, 유클레스와 텔리아스를 장군으로 임명했다.

### 스파르타의 개입
이 직후 스파르타의 장군 길리포스가 시라쿠사의 구원 요청에 따라 히메라(현재의 테르미니 이메레제의 동쪽 12km)에 상륙했다. 길리포스는 해병 700명, 호플리테스 1,000명, 기병 100기와 시켈리아 병력 1,000명을 이끌고 시라쿠사로 향했다. 스파르타 군은 에피폴라이 대지에 대응 성벽을 건설하려고 했지만 처음에는 아테네 군에게 격퇴당했다. 그러나 두 번째 전투에서는 기병과 투창병을 잘 이용하여 아테네 군을 격퇴했다. 시라쿠사이 군이 대응 성벽을 완성 시키자 아테네 군의 공성보루는 쓸모없게 되었다. 그 후 에라시니데스가 이끄는 코린토스의 함대도 도착했다.
니키아스는 건강이 악화되어 병을 얻었으며, 이제 시라쿠사를 점령하는 것은 불가능하다고 믿게 되었다. 전령을 이용한 구두로 연락만으로는 불확실하다고 여기고, 아테네로 철수하거나 혹은 대규모 지원군을 보낼 것을 요구하는 서한을 보냈다. 니키아스는 전군이 철수를 하지 않는다고 해도 자신이 해임될 것을 예측하고 있었다. 그에 반해 아테네는 데모스테네스와 에우리메돈이 이끄는 증원군을 보내기로 했다. 에우리메돈은 10척의 선박과 함께 즉시 출발하였고, 데모스테네스는 뒤늦게 주력군을 이끌고 출발했다. 한편, 기원전 413년 초에 스파르타는 알키비아데스의 조언을 수용하여 데켈레아의 요새화를 시작했고, 그것을 저지하려는 아테네 군을 섬멸했다.

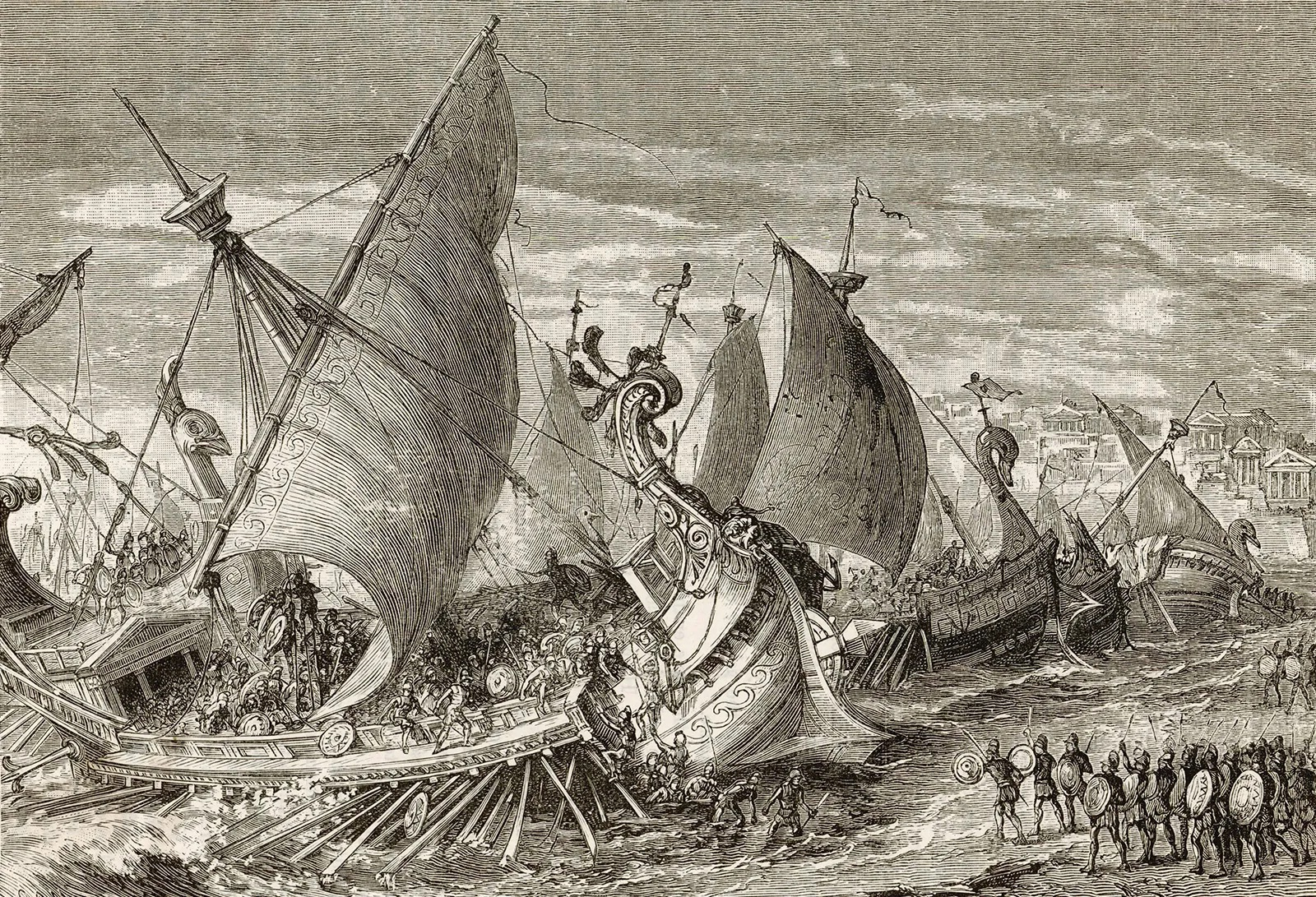
시라쿠사이 해전

에우리메돈이 도착하기 전 길리포스는 시라쿠사이 함대 80척(그중 삼단노선 35척)으로 항구에 있는 아테네 함대 60척(삼단노선 25척)을 공격했다. 또한 육군도 동시에 공격을 가했다. 해상 전투는 아테네가 승리했지만(아테네 손실 3척에, 시라쿠사이 손실 11척), 시라쿠사이, 스파르타 군대는 아테네 육군에 승리를 거두고 두 요새를 점령했다. 그 결과 길리포스는 중립을 지키고 있던 시켈리아 도시에 시라쿠사이 측에 붙어야 한다고 납득시키는 데 성공했다.

### 데모스테네스 도착
데모스테네스와 에우리메돈은 73척의 배와 5,000명의 중장보병을 이끌고 함께 도착했다. 아테네 함대가 도착하자 항구에서 80척의 시라쿠사이 함대가 이들을 공격했다. 해전은 이틀 동안 이어졌지만 결론은 나지 않았다. 시라쿠사이 함대는 퇴각하는 척하다가 아테네 함대가 식사를 하는 중에 기습을 했지만 7척을 침몰시키는데 그쳤다.
데모스테네스는 상륙해서 에피폴라이 대지에 있는 시라쿠사이 군의 대응 성벽에 야습을 했다. 이 공격으로 벽을 파괴하는 데는 성공했지만, 스파르타 군의 보이오티아 병력이 격퇴했다. 많은 아테네 병사가 절벽에서 떨어져 죽고 도주한 나머지 일부 병력도 죽었다. 결국 데모스테네스의 가세도 아테네 군에 큰 영향을 주지 못했다. 아테네 군 야영지는 습지 근처에 자리를 잡았으며, 니키아스를 포함하여 상당수가 병들어 있었다. 이를 본 데모스테네스는 데켈레아를 탈취한 스파르타로부터 아티케를 보호하기 위해 아테네로 철수해야 한다고 생각했다. 처음부터 원정을 반대했던 니키아스는 시라쿠사이에도, 스파르타에게도 더욱이 아테네 본국에도 약점을 보이고 싶지 않았다. 철수 후 아테네에서 패배의 책임을 추궁당하고 재판을 받을 가능성이 높았다. 니키아스는 시라쿠사이의 군자금이 곧 소진될 것이라고 기대하고 있었으며, 또한 시라쿠사이 내부에 친 아테네 세력이 반란 준비하고 있다는 정보도 얻고 있었다. 데모스테네스와 에우리메돈은 마지못해 니키아스의 의견에 동의했다. 그러나 펠로폰네소스 동맹의 지원군이 도착하자 니키아스도 철수를 하자는데 뜻을 같이 했다.

## 제2차 전투
아테네 군이 귀환할 준비를 하고 있던 8월 28일 월식이 일어났다. 투키디데스에 따르면, 니키아스는 미신을 깊히 신봉하는 인물이었으며, 놀라서 신관들에게 어떻게 해야 할 것인가를 물었다. 신관들은 일식이 불길한 징조이니, 다시 27일을 더 기다려 배를 띄워야 한다고 말했고, 니키아스는 이를 받아 들였다. 시라쿠사이는 이 기회를 이용하여 76척의 배로 항만에 있는 86척의 아테네 해군을 공격했다. 아테네 해군은 패배를 당했고, 에우리메돈은 전사했다. 많은 아테네 선박이 길리포스가 기다리는 해안으로 밀려들었다. 길리포스는 직접 몇 명의 선원을 죽이고 해안에 닿은 18척을 노획했지만, 아테네 군과 에트루리아 군이 길리포스를 후퇴시켰다.
아테네 군은 이제 비참한 상태에 놓여 있었다. 9월 3일 시라쿠사이는 만 입구를 완전히 봉쇄하고 아테네 함대를 몰아넣었다. 도시 외곽에서 아테네 군은 부상병을 위해 성벽으로 둘러싸인 작은 성채를 만들었고, 나머지 병력은 마지막 전투를 바랬다. 9월 9일 마지막 해전이 벌어졌다. 아테네 함대는 데모스테네스, 메난드로스, 에우티데모스가 이끌었고, 시라쿠사이 함대는 시카누스, 아가토클레스가, 양 날개를 중앙을 코린토스의 피텐이 이끌고 있었다. 양군 전력은 모두 100척 정도였다.

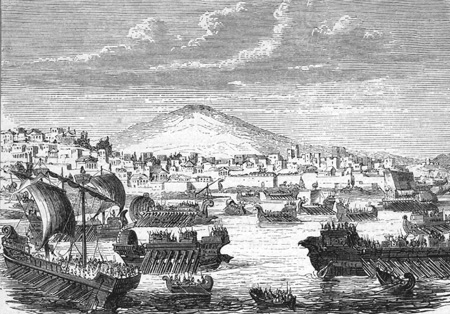
시켈리아의 아테네 해군

아테네 함대는 조밀하여 기동을 할 충분한 공간이 없었다. 곳곳에서 선박끼리 충돌이 일어났다. 유리한 위치를 차지한 시라쿠사 선박은 아테네 선박에 쉽게 충각 공격을 할 수 있었다. 양군 모두 활, 투창 공격을 했지만, 시라쿠사 선박에는 갑판을 짐승 가죽으로 덮고 있어 아테네의 (배를 고정시키는) 갈고리를 튕겨냈다.
전투는 얼마간 승패를 명확히 가르지 못하고 지속되었지만, 결국에는 시라쿠사 함대가 아테네 함대를 해안으로 몰아넣었고, 선원들은 탈출하여 아군의 진지로 도망쳤다. 양군 모두 절반가량 배를 잃었기 때문에, 데모스테네스는 다시 승무원을 탑승시켜 돌파를 시도하자고 제안했고, 니키아스도 이에 동의했다. 그러나 병사들은 두려워 승선 지시를 따르지 않았고, 따라서 육로로 탈출하기로 했다. 헤르모크라테스는 사람을 보내 아테네 군에서 내부에 스파이가 있는 것과 내륙도로는 봉쇄되고 있다는 것, 그래서 탈출하지 않는 편이 안전하다는 허위 정보를 흘렸다. 아테네 군이 주저하는 사이에 길리포스는 실제로 도로를 봉쇄했지만, 시라쿠사 군이 해안에 있던 아테네 선박을 소각했기 때문에 내륙에 탈출 이외의 방법은 남아있지 않았다.

## 시라쿠사이의 최종 승리
9월 13일 아테네 군은 부상병을 남겨두고, 시신도 매장하지 않은 채 야영지를 떠났다. 생존자는 비전투원을 포함하여 40,000명이며, 환자 일부도 갈 수 있는 곳까지 기어서라도 쫓아갔다. 탈출 과정에서, 아나포스 강을 지키고 있던 소규모 시라쿠사 군에게 승리했지만, 시라쿠사 군 기병과 경보병이 괴롭힘 공격을 계속했다.
에리네우스 강 근처에서 데모스테네스와 니키아스는 헤어졌지만, 데모스테네스는 시라쿠사 군의 공격에 사병 6,000명과 함께 항복했다. 나머지 병력은 니키아스와 함께 아시나루스 강으로 향했지만, 강이 가까워지면 군인은 식수를 구하면서 혼란이 생겼다. 어떤 이는 짓밟혀 압사하고, 병사들끼리의 싸움도 있었다. 강 건너편에서 시라쿠사 병이 기다리고 있었고, 아테네 병력은 대부분 학살되어 버렸다. 사망자 수를 기준으로 한다면 이 원정에서 최대의 패배였다. 니키아스는 기원전 421년의 평화조약에서 그가 한 역할을 스파르타가 기억할 것을 기대하고, 개인적으로 길리포스에게 항복했다. 몇몇 병사만 카타나에 도착할 수 있었다.
포로 수는 7,000명에 달했고, 시라쿠사이에 가까운 채석장으로 보내졌다. 이러한 많은 포로를 수용할만한 장소가 달리 없었기 때문이다. 길리포스의 명령과는 반대로, 데모스테네스와 니키아스는 처형되었다. 나머지도 열악한 환경에 10주 동안 노출되어 있었고, 아테네 사람 이외에는 노예로 팔렸다. 아테네 사람들은 채석장에 방치해 두었고, 질병과 기아로 서서히 죽어 갔다. 소수의 생존자만 살아서 아테네에 도착하여 이 비극적인 보고를 전해주었다.

## 아테네의 반응
아테네 시민들은 처음에는 이 패배를 믿지 않았다. 플루타르코스는 《플루타르코스 영웅전》의 ‘니키아스 전’에서 다음과 같이 언급하고 있다.
| “ | 이 소식을 가져온 사람 때문이기도 하지만, 아테네인들은 처음에는 아군의 패배를 믿지 않았다고 알려져 있다. 피레아스를 방문한 한 여행자가 이발소에 와서 아테네인들에게 주지의 사실인 것처럼 패배의 이야기를 시작했다. 이 이야기를 들은 이발사는 지인에게 알리기 전에 몰래 거리를 뛰쳐나가 아르콘(도시의 최고 관리)에게 이 사실을 알렸다. 곧 이 이야기는 대중 사이에 널리 퍼졌다. 당연하기는 하지만 공포와 경악이 퍼졌나갔다. 때문에 아르콘은 민회를 소집하고 이 소식을 가져온 사람을 데려와 어떻게 그 사실을 알게 되었는지를 질문했다. 그 남자는 만족할만한 대답을 하지 못했고, 허위 정보를 유포하여 혼란을 일으켰다고 죄를 물어, 패전 소식이 도착할 때까지 오랫동안 바퀴에 묶여 버렸다. 니키아스조차도 예상하기 힘들었던 재앙이었지만, 실제로 일어난 일은 믿기 어려웠다. | ” |
|   | — 플루타르코스, 〈니키아스 전〉 |   |

패배의 규모가 밝혀지자 패닉이 일어났다. 스파르타가 이미 데켈레아를 점령하고 있기 때문에, 아티카도 쉽게 점령될 수 있다고 생각했다.
패배는 다른 도시 국가의 정치에도 영향을 주었다. 그때까지 중립을 유지하고 있던 도시국가들은 펠로폰네소스 전쟁에서 아테네의 패배가 가까워졌다고 생각하고 스파르타 측에 붙었다. 델로스 동맹에 가입되어 있던 많은 아테네의 동맹 도시들도 반기를 들었다. 아테네는 즉시 함대를 재건하기 시작했지만, 동맹 도시의 이탈에 대해서는 할 수 있는 일이 거의 없었다. 약 10,000명의 중장보병이 소멸된 것도 큰 타격이 있었지만, 가장 큰 우려는 시켈리아에 파견된 대함대를 잃었다는 것이었다. 삼단노선은 다시 건조할 수 있지만, 시켈리아에서 잃은 30,000명에 달하는 경험이 많은 노련한 인력을 대체한다는 것은 불가능했다. 재건된 함대의 숙련병은 충분히 훈련되지 않은 노예를 사용할 수밖에 없었다.
기원전 411년 아테네에서 민주정을 대신하여 과두정이 도입되었고, 페르시아 제국까지도 스파르타 편에 서서 참전했다. 아테네에게 심각한 상황이었지만, 몇 년 사이에 회복할 수 있었다. 과두정은 중지되었고, 아테네가 키노스세마 해전에서 승리를 거두었다. 그러나 시켈리아 원정의 실패는 실제로 아테네의 종말의 시작이었다. 기원전 404년에 아테네는 패배를 했고, 스파르타에 점령되었다.

## 참고 문헌
- Nancy Demand, A History of Ancient Greece. 맥그로-힐, 1996. ISBN 0-07-016207-7
- 도널드 케이건, The Peace of Nicias and the Sicilian Expedition. 코넬대학교 출판부, 1981. ISBN 0-8014-1367-2
- 투키디데스, 펠로폰네소스 전쟁사.